# Четрум

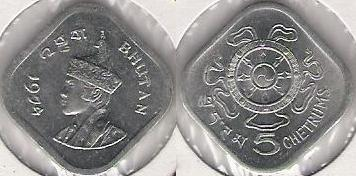
5 четрумов 1974 года

Четрум (дзонг-кэ ཕྱེད་ཏམ, англ. chhertum) — название разменной денежной единицы в Бутане, равной 1/100 нгултрума. С 1979 года на монетах указывается название денежной единицы чертум (chhertum). На сайте Королевского валютного управления Бутана употребляются оба названия разменной денежной единицы — как chetrum, так и chhertum. Символ четрума — Ch.
В обращении находятся монеты достоинством в 5, 10, 20, 25 и 50 четрумов. Чеканка монет в 5 и 10 четрумов прекращена по решению совета директоров Королевского валютного управления Бутана.